# كريستوفر ميلتون
كريستوفر ميلتون (بالإنجليزية: Christopher Milton)‏ هو لاعب كرة قدم أمريكية أمريكي، ولد في 15 سبتمبر 1992 في فولكستون في الولايات المتحدة.

## وصلات خارجية
- كريستوفر ميلتون على موقع مرجع كرة القدم المحترفة.كوم (الإنجليزية)